# Cesta kolem světa

Trasa první cesty kolem světa, kterou uskutečnila Magalhãesova výprava mezi lety 1519 a 1522

Cesta kolem světa je cesta kolem zeměkoule ve tvaru uzavřené smyčky, přičemž tato smyčka dělí povrch Země na dvě části srovnatelné velikosti.
První cestu kolem světa v letech 1519 až 1522 uskutečnila námořní expedice lodi Victoria, kterou až do své smrti roku 1521 vedl portugalský mořeplavec Fernão de Magalhães a dokončil jeho nástupce Juan Sebastián Elcano. Cestu ze Sevilly západním směrem přes Atlantik, Tichý a Indický oceán tehdy kromě Elcana přežilo 18 mužů původní posádky. Druhým mořeplavcem, který obeplul zeměkouli, se stal Francis Drake v letech 1577 až 1580.
- První leteckou cestu kolem světa uskutečnila roku 1924 skupina letadel typu Douglas World Cruiser amerického armádního letectva.
- První oblet vzducholodí se odehrál roku 1929, a to vzducholodí LZ 127 Graf Zeppelin.
- První oblet zeměkoule bez mezipřistání uskutečnil v březnu 1949 Boeing B-50A Superfortress Lucky Lady II USAF za pomoci vzdušného tankování ze strojů KB-29M.[2]
- První oblet Země v balonu provedli v roce 1999 Bertrand Piccard a Brian Jones v balonu Breitling Orbiter 3.[3]
- První cestu kolem světa pouze vlastními silami (včetně přeplaveb) dokončil Jason Lewis po třináctileté pouti v roce 2007.[4]
- První oblet letadlem na solární pohon dokončili v roce 2016 Bertrand Piccard a André Borschberg v letadle Solar Impulse 2.[5]

## Čeští cestovatelé kolem světa
Prvními Čechy, kteří obepluli celý svět, byla skupina jezuitů, vyslaných v 18. stol. přes Mexiko na Filipíny a v roce 1770 po zrušení řádu španělským králem  deportováni kolem Afriky zpět do Evropy (Ignác Frisch, Josef Pauer, František Stengel aj.; viz National Geographic,česká verze, únor 2022, s. 100–105). Cíleně vykonal cestu kolem světa v letech 1822–1824 přírodovědec František Vilém Sieber z Prahy. Kolem světa prokazatelně cestoval litomyšlský řezník Jan Jílek v letech 1837–1841.
- Autem kolem světa jeli Břetislav Jan Procházka a Jindřich Kubias v roce 1936.[6][7][8]
- Richard Konkolski jako první sám obeplul svět na své jachtě Niké I v letech 1972–1975.[9][10]
- První Čech, který svět objel na kole, je Vítězslav Dostál. Cestu vykonal v letech 1994–1997.[11] Podobný výkon v letech 2002–2005 zopakovali Michal Jon a Lucie Kovaříková.
- Na motorce Jawa 350 svět poprvé objel Pavel Suchý v letech 2013–2014.[12][13]
- První Čech, který sám obletěl svět, byl v roce 2018 Roman Kramařík. S letadlem Cessna mu cesta trvala 46 dní.[14]